# Armas de destrucción masiva en la India
India posee muchas armas nucleares y mantiene misiles balísticos de corto y medio alcance, aviones con capacidad nuclear, buques y submarinos en desarrollo como posibles sistemas de plataforma y lanzamiento. A pesar de que carece de un submarino operativo de misiles balísticos, India tiene ambiciones de poseer una tríada nuclear en el futuro próximo, cuando el INS Arihant la nave principal de la clase de submarinos de propulsión nuclear Arihant de la India se una formalmente a la Marina de la India en 2012 después de someterse a extensos ensayos en mar. Aunque la India no ha hecho ninguna declaración oficial sobre el tamaño de su arsenal nuclear, las estimaciones sugieren que la India tiene entre 130 y 140 armas, en consonancia con las estimaciones de que ha producido suficiente plutonio con grado nuclear para hasta 2600 armas nucleares. La producción de plutonio con preparado para armas nucleares se cree que se llevará a cabo en el Centro de Investigación Atómica de Bhabha, que alberga el reactor CIRUS adquirido en Canadá, y a una instalación de separación de plutonio. India también llevó a cabo su primera prueba de la bomba de hidrógeno en 1998. Es el sexto país que lo hace después de incluir Estados Unidos, Rusia, China, Francia y Reino Unido. India también ha lanzado con éxito misiles balísticos intercontinentales capaces de llevar bombas nucleares. Según los informes, el programa nuclear de la India se basa en el de China. Otro misil de capacidad nuclear, el Agni6, está en desarrollo con un rango de 8000 - 12 000 kilómetros.[cita requerida]
India no es signataria del Tratado de No Proliferación Nuclear (TNP) de 1968, que India argumenta consolida el statu quo de los estados con armas nucleares existentes, mientras que previene del desarme nuclear general. La India probó un dispositivo nuclear en 1974 (nombre en código «Smiling Buddha», en español «Buda sonriente»), que llamó una «explosión nuclear con fines pacíficos». La prueba utilizó el plutonio producido en el reactor CIRUS canadiense, levantó preocupaciones de que la tecnología nuclear suministrada con fines pacíficos podría desviarse hacia la fabricación de armas. Esto también estimuló los primeros trabajos del Grupo de abastecedores nucleares. La India realizó más pruebas nucleares en 1998 (nombre en código «Operación Shakti»).
La India ha firmado y ratificado la Convención sobre Armas Biológicas y la Convención sobre Armas Químicas.

## Breve reseña histórica

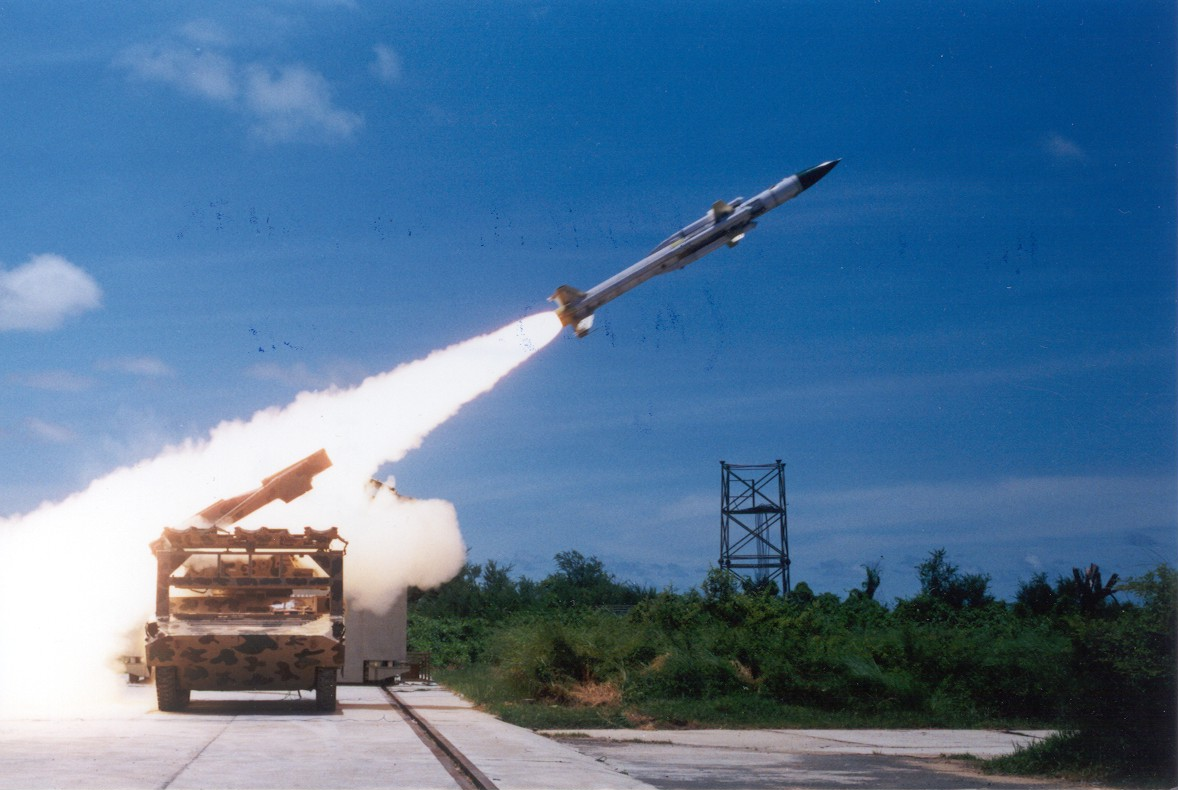

A principios del 26 de junio de 1946, Pandit Jawaharlal Nehru, que pronto sería el primer ministro de la India, anunció:

Mientras el mundo se constituya como es, cada país tendrá que diseñar y utilizar los últimos dispositivos para su protección. No tengo ninguna duda de la India desarrollara sus investigaciones científicas y espero que los científicos indios utilicen la fuerza atómica con propósitos constructivos. Pero si la India se ve amenazada, inevitablemente tratará de defenderse por todos los medios a su alcance.

La primera prueba nuclear de la India se produjo el 18 de mayo de 1974. Desde entonces, la India ha llevado a cabo otra serie de pruebas en el polígono de pruebas de Pokhran en el estado de Rajastán en 1998. La India tiene un extenso programa nuclear civil y militar, que incluye por lo menos diez reactores nucleares y minas de uranio, instalaciones de producción de agua pesada, una planta de enriquecimiento de uranio, instalaciones de fabricación de combustible, y amplias capacidades de investigación nuclear.
En 1998, como respuesta a las pruebas siguientes, los Estados Unidos y Japón le impusieron sanciones económicas temporales.[cita requerida]

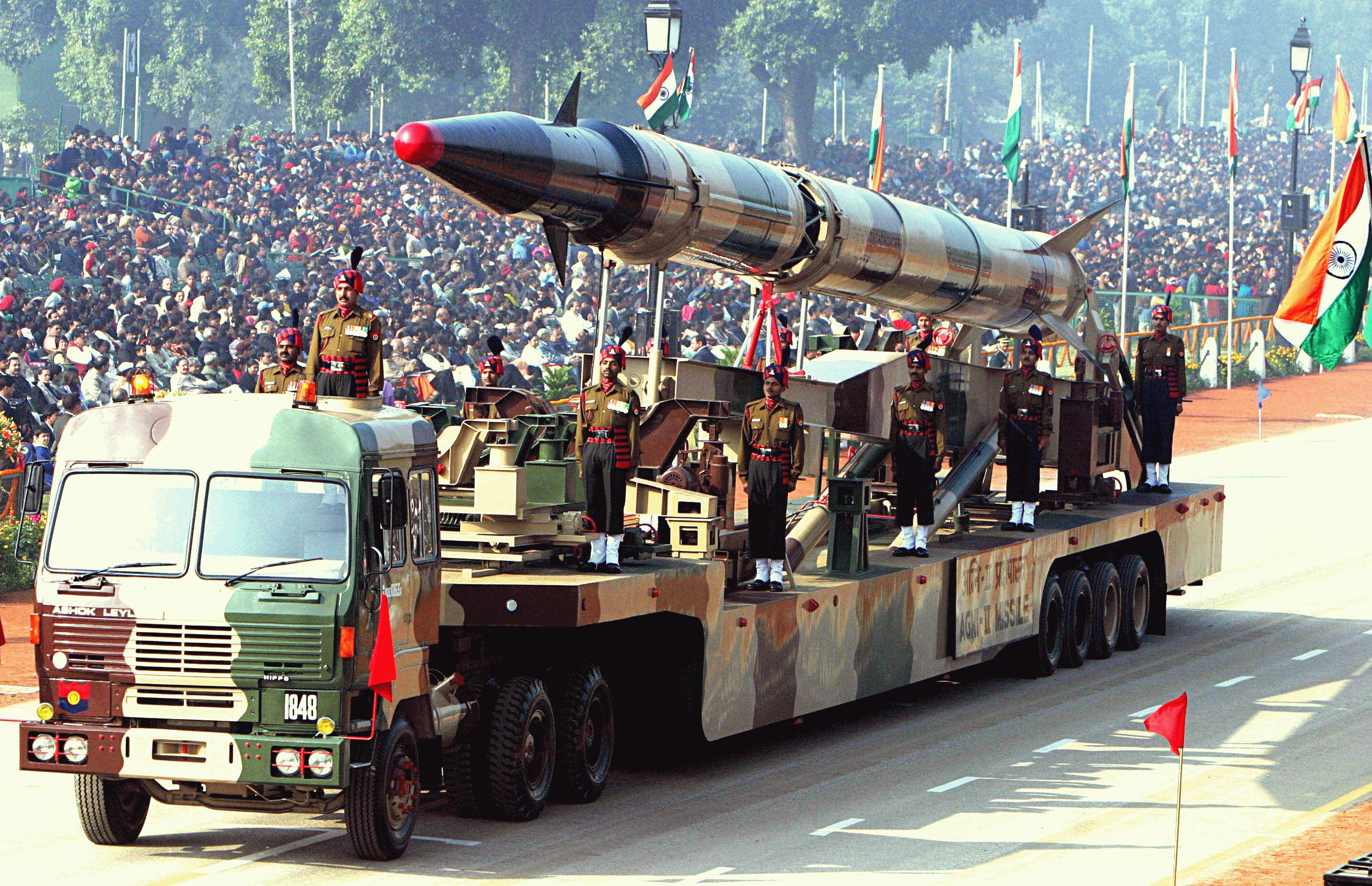
Agni II fue el primer misil de largo alcance de la India

- En 2005, se estimó que la India tenía entre 40 y 50 ojivas.[1]

- En noviembre de 2008, el Boletín de Científicos Atómicos estima que la India tiene cerca de 70 cabezas nucleares ensambladas, con unas 50 de ellas en pleno funcionamiento.[7]

- Un informe de David Albright, publicado por el Instituto de Ciencia y Seguridad Internacional en el año 2000, estima que la India a finales de 1999 contaba con 310 kilogramos de plutonio apto para armas, lo suficiente para 65 armas nucleares. También estimó que en la India había 4200 kg de plutonio para reactor, que es suficiente para construir 1000 armas nucleares.[2][8] A finales de 2004, estimó que la India tiene 445 kilogramos de plutonio apto para 85 nucleares armas considerando 5 kg de plutonio para cada arma.[9]

- El exoficial de la R&AW J.K. Sinha, afirmó que la India es capaz de producir 130 kilogramos de plutonio apto para armas por año a partir de seis «no salvaguardos» reactores no incluidos en el acuerdo nuclear entre la India y los Estados Unidos.[10]

## Doctrina

Alcance de los misiles Agni.

La India ha declarado una política de «no primer uso» y se encuentra en el proceso de desarrollo de una doctrina nuclear basada en la «disuasión mínima creíble». En agosto de 1999, el gobierno de la India dio a conocer un proyecto de la doctrina, que afirma que las armas nucleares son exclusivamente para la disuasión y que la India seguirá una política de «sólo represalia». El documento también sostiene que la India «no va a ser el primero en iniciar un primer ataque nuclear, pero responderá con represalias punitivas si la disuasión no funciona y que la decisión de autorizar el uso de armas nucleares sería hecha por el Primer Ministro o su "sucesor designado"».
Según el NRDC, a pesar de la escalada de tensiones entre India y Pakistán en el período 2001-2002, la India sigue comprometida con su política nuclear de no primer uso.[cita requerida]

## Mando y control
El Strategic Nuclear Command de la India se estableció formalmente en 2003, con un oficial de la Fuerza Aérea, un mariscal del aire Asthana, como Comandante en Jefe. Los servicios adjuntos SNC es el custodio de todas las armas nucleares de la India, misiles y activos. También es responsable de ejecutar todos los aspectos de la política nuclear de la India. Sin embargo, el liderazgo civil, en la forma de la CGS (Comité del Gabinete de Seguridad) es el único órgano autorizado para ordenar un ataque nuclear en ofensiva: en efecto, es el primer ministro quien tiene el dedo «en el botón».

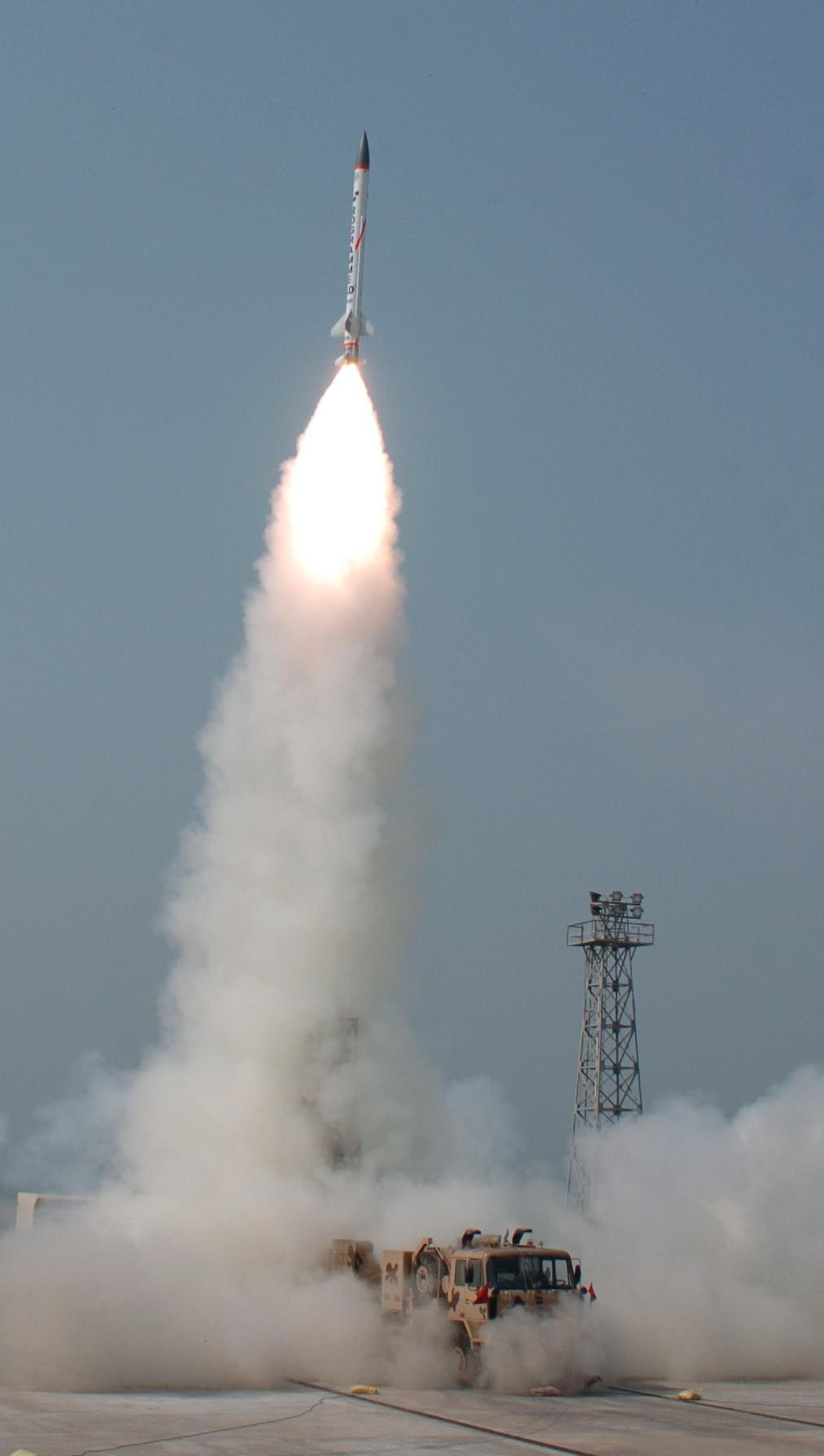

## Armas químicas
En 1992 la India firmó la Convención sobre Armas Químicas (CAQ), afirmando que no tenía armas químicas ni la capacidad para fabricar armas químicas. De esta manera la India se convirtió en uno de los signatarios originales de la Convención sobre Armas Químicas en 1993, y la ratificó el 2 de septiembre de 1996. Según el ex-General en Jefe del ejército de la India Sunderji, un país que tiene la capacidad de fabricar armas nucleares no necesita tener armas químicas, ya que el temor de las armas químicas podrían crearse sólo en aquellos países que no tienen armas nucleares. Otros sugirieron que el hecho de que la India ha encontrado a las armas químicas dispensables destacó su confianza en el sistema de armas convencionales a su mando.
La India informó a las Naciones Unidas en mayo de 2009 que había destruido su arsenal de armas químicas en cumplimiento de la Convención Internacional sobre las Armas Químicas. Con esto la India se ha convertido en el tercer país después de Corea del Sur y Albania en hacerlo. Esto fue revisado por inspectores de las Naciones Unidas.
La India tiene una industria química comercial avanzada, y produce la mayor parte de sus propios productos químicos para el consumo interno. También es ampliamente reconocido que la India tiene una amplia industria química farmacéutica civil y exporta anualmente cantidades considerables de productos químicos a países como el Reino Unido, Estados Unidos y Taiwán.

## Guerra biológica
La India cuenta con una infraestructura bien desarrollada de biotecnología, que incluye numerosas instalaciones de producción farmacéutica laboratiorios de bio-contención (incluyendo BSL-3 y BSL-4) para trabajar con patógenos letales. También cuenta con científicos altamente calificados con experiencia en enfermedades infecciosas. Algunas de las instalaciones de la India se están utilizando para apoyar la investigación y el desarrollo de armas biológicas con fines de defensa. La India ha ratificado la Convención sobre armas biológicas y se compromete a cumplir con sus obligaciones. No hay pruebas claras, circunstancial o no, que apunta directamente hacia un programa de armas biológicas ofensivas. Nueva Delhi posee la capacidad científica y la infraestructura para poner en marcha un programa de armas biológicas ofensivas, pero ha optado por no hacerlo. En términos de entrega, la India también posee la capacidad de producir aerosoles y cuenta con numerosos sistemas de entrega de alcances que van desde la fumigación a los sofisticados misiles balísticos.
No existe información en el dominio público que sugiera interés por parte del gobierno de la India en la entrega de agentes biológicos por estos o cualquier otro medio. Reiterar este último punto, en octubre de 2002, el presidente indio APJ Abdul Kalam, afirmó que «nosotros [India] no fabricará armas biológicas. Es cruel con los seres humanos...»